# Burgstall Durchelenburg
Der Burgstall Durchelenburg, auch Türklburg oder Dürchlburg genannt, ist eine abgegangene hochmittelalterliche Spornburg auf einem gegen die Schwarzen Laber vorspringenden Felssporn des Schlossberges zwischen den Ortsteilen Schrammlhof und Türklmühle des Marktes Laaber im oberpfälzischen Landkreis Regensburg in Bayern. Von der Burg haben sich bis auf Geländemerkmale keine Reste mehr erhalten, die Stelle ist als Bodendenkmal Nummer D-3-6937-0087 „mittelalterlicher Burgstall ‚Durchelenburg‘“ geschützt. Der ungewöhnliche Name Durchelenburg wird auf ein Felstor im Bergsporn zurückgeführt.

## Geschichte
Durch Keramikfunde, die wohl auch in das 11. Jahrhundert zurückreichen, sowie auch die typologische Erscheinung der Burganlage, ohne dass dabei frühmittelalterliche Befestigungselemente auftreten, wird die Durchelenburg während des 11. Jahrhunderts entstanden sein. Erste indirekte Hinweise auf die Durchelenburg, oder auch Türklburg genannt, stammen aus dem Namen eines Hesso von Duerchlburgk, der zwischen den Jahren 1061 und 1080 eine Seelgerätstiftung an das Kloster St. Paul bezeugte. Anschließend wurde während des späten 11. Jahrhunderts noch ein Sigahart de Durchelinburc zusammen mit seinem Sohn Sigehart und einem Sigahart unterstehenden Ritter Egilolf, einem Vasallen oder Burgmann, genannt. Weitere Erwähnungen des Durchelenburger Geschlechtes stammen aus der Zeit zwischen dem Jahr 1100 und 1106, als ein weiterer Sigehart de Durchelenburh und sein Ritter Francho bei einer Weihung des Klosters St. Emmeram als Zeuge auftritt. Sigihart de Duchilnburch wird im Jahr 1107 als Ministeriale der Domkirche genannt, als der Regensburger Bischof Hartwig I. dem Kloster Mondsee Besitz überträgt. Zwischen 1110 und 1117 wird letztmals ein Sigehart de Durchelenburch, vermutlich ein Sohn des früher genannten Sigehart, als Zeuge einer Tradition an das Kloster Obermünster erwähnt.
Erst im Jahr 1205 wird die Burg in einem Friedensvertrag dann erstmals als Castrum Durchelnburg erwähnt, als der Regensburger Bischof Konrad IV. von Frontenhausen den Konflikt mit dem bayerischen Herzog Ludwig dem Kelheimer, der um das Erbe der 1196 ausgestorbenen Landgrafen von Stefling am Regen als Regensburger Burggrafen entstanden war, beilegte. Laut diesen Vertrag gehörte die Durchelenburg zu den Burgen, die der Herzog mitsamt Ministerialen und Zugehörungen in seinem Todesfall ohne Erben an das Hochstift Regensburg übereignen sollte. Die Durchelenburg war spätestens im Jahr 1205 im Besitz der Bayerischen Herzöge, vorher hatten möglicherweise die Regensburger Burggrafen, es ging in diesem Konflikt ja um ihr Erbe, Rechte an ihr inne. Auch der Status der Herren von Durchelenburg ist nicht genau bekannt, sie werden im Jahr 1107 als Nobiles bezeichnet, könnten also ursprünglich Edelfreie gewesen sein, bis sie im Laufe der Zeit nur noch eine Ministerialenfamilie des Hochstiftes Regensburg und möglicherweise der Burggrafen wurden.
Die Durchelenburg wurde nach dem Konflikt nur noch zweimal erwähnt, als im Jahr 1213 und im Jahr 1224 der Friedensvertrag wiederholt bestätigt wurde. Im 13. Jahrhundert wurde die Burg dann wohl auch aufgegeben, das zeigen auch die Datierungen von Keramikscherben vom Schlossberg, die nicht über das späte 12. und das 13. Jahrhundert hinausgehen. Aufgabe der Burg war es einst, eine Altstraße, die durch das Labertal führte, zu kontrollieren. Durch ihre Lage auf einem in das Labertal vorspringenden Bergsporn war sie dazu hervorragend geeignet. Während des 12. Jahrhunderts wurde diese Straße allerdings von der Königsstraße auf der Albhochfläche verdrängt, womit die Burg wohl ihre Bedeutung verlor.

## Beschreibung

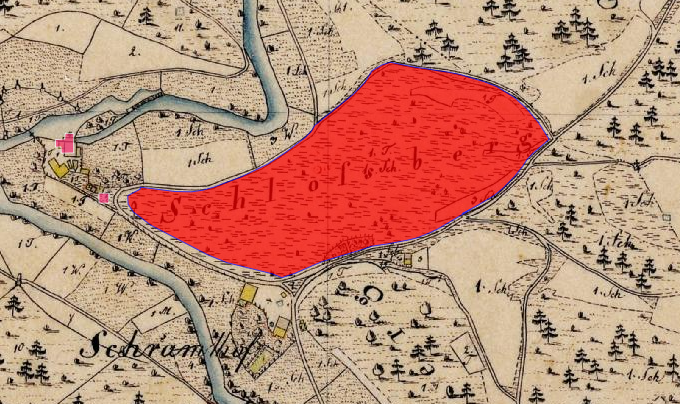
Lageplan des Burgstalls Durchelenburg auf dem Urkataster von Bayern

Die Burgstelle befindet sich auf einem rund 420 m ü. NN Meter hohen Bergsporn, der sich in etwa westlicher Richtung in das Tal der Schwarzen Laber vorschiebt. (Bild 1) Dieser Sporn, der sich rund 30 Höhenmeter über den Talgrund erhebt, wird an drei Seiten durch steile, teils mit Felsen durchsetzte Hänge geschützt. Die Spitze des Spornes wird von unzugänglichen Felsen gebildet und war vermutlich nicht bebaut. Die Angriffsseite der Burg, die östliche Schmalseite, wurde durch einen heute nur noch seichten, aus dem Fels geschroteten Halsgraben gesichert. Unmittelbar westlich steigt aus dem Graben ein etwa fünf Meter hoher und annähernd runder Turmhügel auf, der die gesamte Breite des Bergspornes einnimmt und dessen Spitze mehrere unregelmäßige Einmuldungen aufweist. (Bild 2) Das rund 15 × 15 Meter große Plateau des Turmhügels weist noch Mörtelreste auf. Bei diesem künstlich aufgeschütteten Hügel handelte es sich um eine Turmstelle, die den Zugang zur Burg sperrte. Von der Westseite des Turmhügels fällt das Gelände wenige Meter zu einem etwa 60 × 22 Meter großen Kernburgbereich ab. Auf dieser Seite das Turmhügels soll auch eine annähernd kreisrunde Vertiefung die vermutliche Stelle des Schlossbrunnens anzeigen, heute ist von der möglichen Stelle des Brunnens oder der Zisterne der Burg nur noch eine flache, längliche Vertiefung erhalten. Befestigungsreste weist dieser Bereich nicht auf, er war durch die im Norden sowie im Süden sehr steil abfallenden Hänge von Natur aus gut geschützt. Der frühere Zugang zur Anlage führte wohl an der Südseite des Turmhügels entlang und erreichte das Plateau der Kernburg erst allmählich.
Östlich des Halsgrabens könnte noch ein Vorburgbereich gelegen haben, hier liegt ein nach Osten leicht abfallendes 75 Meter langes, in etwa halbrundes Areal, das im Norden und im Süden steil abfällt, aber hier keine künstliche Absteilung ausweist. An der Ostseite dieses Bereiches, der Zugangsseite zur Burganlage, dagegen könnte eine Böschungskante künstlich erzeugt worden sein. Möglicherweise befand sich auf diesem Areal eine nur schwach befestigte Vorburg. Östlich dieses Bereiches liegt noch ein weiteres leicht erhöhtes Areal, das eine künstliche Einmuldung aufweist. Ob, und wenn ja, wie dieser Bereich zur Burg gehörte, ist nicht bekannt.
Auf die Burgstelle, die über einen nicht markierten Weg quer durch den Wald erreichbar ist, weist eine Infotafel hin.